# Flacey-en-Bresse
Flacey-en-Bresse é uma comuna francesa na região administrativa de Borgonha-Franco-Condado, no departamento Saône-et-Loire. Estende-se por uma área de 13,5 km². Em 2010 a comuna tinha 412 habitantes (densidade: 30,5 hab./km²).